# Azimut (Unternehmen)
Die Azimut Holding S.p.A. ist ein italienisches Vermögensverwaltungsunternehmen mit Sitz in Mailand. Das Unternehmen hat ein Investitionsvolumen von rund 90 Milliarden Euro (Stand: 2023).